# Fair queuing
O Fair Queuing de tradução livre Fila justa é uma família de algoritmos de escalonamento usados em alguns processos e escalonadores de redes. O algoritmo é projetado para alcançar justiça quando um recurso limitado é compartilhado, por exemplo, para evitar que fluxos com pacotes grandes ou processos que geram pequenos trabalhos consumam mais rendimento ou tempo de CPU do que outros fluxos ou processos na rede. O enfileiramento justo é implementado em alguns switches e roteadores de rede avançados.